# Lamanère
Lamanère (em catalão:  La Menera) é uma comuna francesa na região administrativa da Occitânia, no departamento dos Pirenéus Orientais. Estende-se por uma área de 23.83 km², com 52 habitantes, segundo o censo de 2018, com uma densidade de 2.2 hab/km².